# Rhenfallet

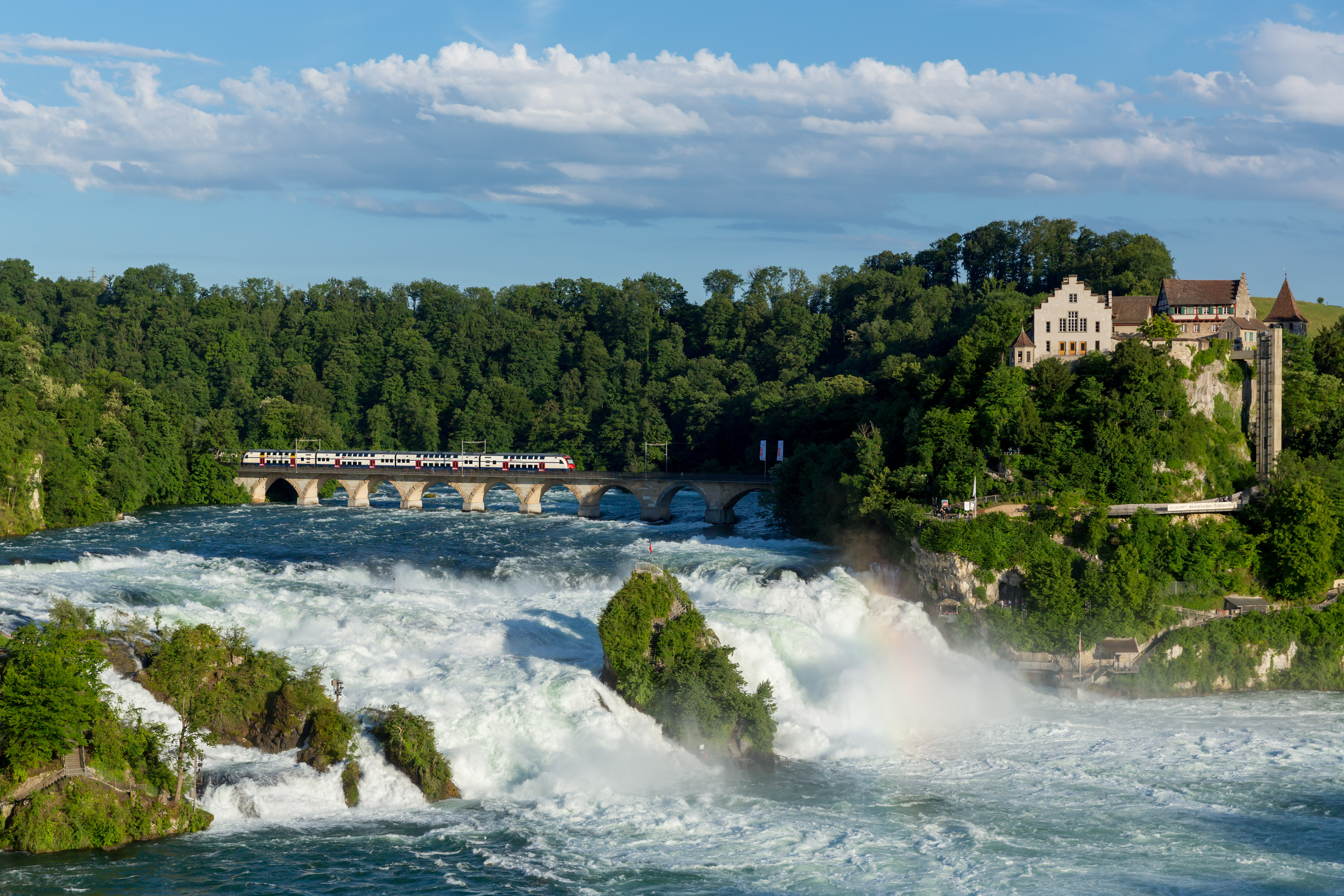
Rhenfallet

Rhenfallet (tyska: der Rheinfall) är ett vattenfall i floden Rhen, i Schweiz. Det är Europas största vattenfall, näst bredaste efter Ventas Rumba i Lettland.[källa behövs]
Rhenfallet ligger i nordligaste delen av Schweiz, nära staden Schaffhausen och på gränsen mellan kommunerna Neuhausen am Rheinfall i kantonen Schaffhausen.och Laufen-Uhwiesen i kantonen Zürich.
Vid vattenfallet, som är 150 meter brett, faller floden Rhen 23 meter ner.